# Josef Schatz (Politiker, 1920)
Josef Schatz (* 17. April 1920 in Strem; † 9. Dezember 1999 ebenda) war ein österreichischer Politiker (ÖVP) und Landwirt. Schatz war verheiratet und von 1949 bis 1968 Abgeordneter zum Burgenländischen Landtag.
Schatz wurde als Sohn des Landwirts Alois Schatz geboren und besuchte die Volksschule in Strem sowie die Bauernschule in Jormannsdorf. Er war anschließend als Landwirt tätig und diente während des Zweiten Weltkriegs von 1940 bis 1945 in der Wehrmacht. Schatz vertrat die ÖVP zwischen dem 4. November 1949 und dem 17. April 1968 im Burgenländischen Landtag und war zudem zwischen 1962 und 1971 Bürgermeister der Gemeinde Strem. Des Weiteren war Schatz von 1963 bis 1968 als Kammerrat in der Burgenländischen Landwirtschaftskammer aktiv, hatte von 1962 bis 1967 die Funktion des Bezirksobmanns des Bauernbundes im Bezirk Güssing inne und war darüber hinaus auch ÖVP-Bezirksparteisekretär. Schatz, der 1970 den Berufstitel Ökonomierat verliehen bekam engagierte sich auch als Vorstandsmitglied und Obmann der Güssinger Molkereigenossenschaft, als Vorstandsmitglied des Burgenländischen Molkereiverbandes und Aufsichtsrat der ÖMOLK. 